# Gonomyia bibula
Gonomyia bibula är en tvåvingeart som först beskrevs av Christian Rudolph Wilhelm Wiedemann 1828.  Gonomyia bibula ingår i släktet Gonomyia och familjen småharkrankar. Inga underarter finns listade i Catalogue of Life.